# Cayetano Corona Gaspariano
Cayetano Corona Gaspariano es un alfarero mexicano de San Pablo del Monte, Tlaxcala, y es el único productor autentificado que produce cerámica de Talavera en el estado.
Se fue a los 13 años de su pueblo natal para aprender de la profesión en  Puebla, y trabajó algunos años en el Taller de Uriarte. En 1981, decidió regresar a San Pablo del Monte, y fundó su propio taller junto a sus hijos. Con el tiempo este taller se transformó para convertirse en lo que actualmente es la empresa "La Corona" .
El taller produce tazones, grandes vasos cubiertos llamados tibores, macetas, jarros, platos y más. También hace azulejos, incluidos los que son utilizados para crear murales, especialmente de escenarios de paisajes rurales e imágenes religiosas. Las piezas son hechas con dos tipos de arcilla, uno de arena negra y otro en rosa clara, ambos se compran a granel en Puebla. Las arcillas se mezclan, primero se humedecen y después se dejan reposar antes de formar las piezas, usualmente con moldes. Después las piezas se ponen a secar en una habitación sin ventilación, lo que puede tardar meses. Las piezas sin esmaltar son horneadas, y el recubrimiento del esmalte se hace con estaño y plomo. Los diseños son pintados con pigmentos minerales de colores tradicionales para las cerámicas de Talavera: azul, amarillo, rojo, verde, negro y blanco.
Gracias a su certificación, la familia Corona puede vender cerámica en tiendas de lujo como Liverpool. También exportan a Canadá, Estados Unidos, Dinamarca y Japón.
En 2001, Corona Gaspariano fue nombrado “Gran Maestro” por el Fomento Cultural Banamex. La Corona y otros talleres a cargo de la familia recibieron la visita del gobernador del estado en 2012.